# Juan Francesch
Juan Francesch y Serret (Lérida, 1833 - Reus, 1 de julio de 1872) fue un cabecilla carlista español que se destacó por haber entrado con sus fuerzas en la ciudad de Reus en 1872, durante la tercera guerra carlista.

## Biografía
Era hijo de Ramón Francesch, Intendente de División. A los diecisiete años de edad ingresó en la Academia de Ingenieros del Ejército. En 1855 fue promovido a teniente y destinado a Madrid, donde ganó el empleo de capitán en la sangrienta jornada del día 16 de julio de 1856. Cuando la guerra de África, solicitó ser destinado al Ejército de operaciones, y figuró en el Cuartel General del 2.º Cuerpo de dicho ejército, a las inmediatas órdenes del Teniente General Conde de Paredes de Nava.
En aquella campaña Francesch obtuvo el ascenso a comandante y la Cruz de 1.ª clase de la Real y Militar Orden de San Fernando; pero en la acción de Cabo Negro recibió una herida tan grave que fue declarado inútil ya para el servicio militar, ingresando poco después en el Cuerpo de Inválidos, a pesar de lo cual combatió bizarramente en las calles de Madrid el día 22 de junio de 1866 contra los sublevados del Cuartel de San Gil, por lo que fue promovido a teniente coronel.
En 1869, tras el triunfo de la Revolución de Septiembre, Juan Francesch ofreció sus servicios a Don Carlos de Borbón y de Austria-Este, quien le nombró tres años después comandante general de los carlistas de la provincia de Tarragona.

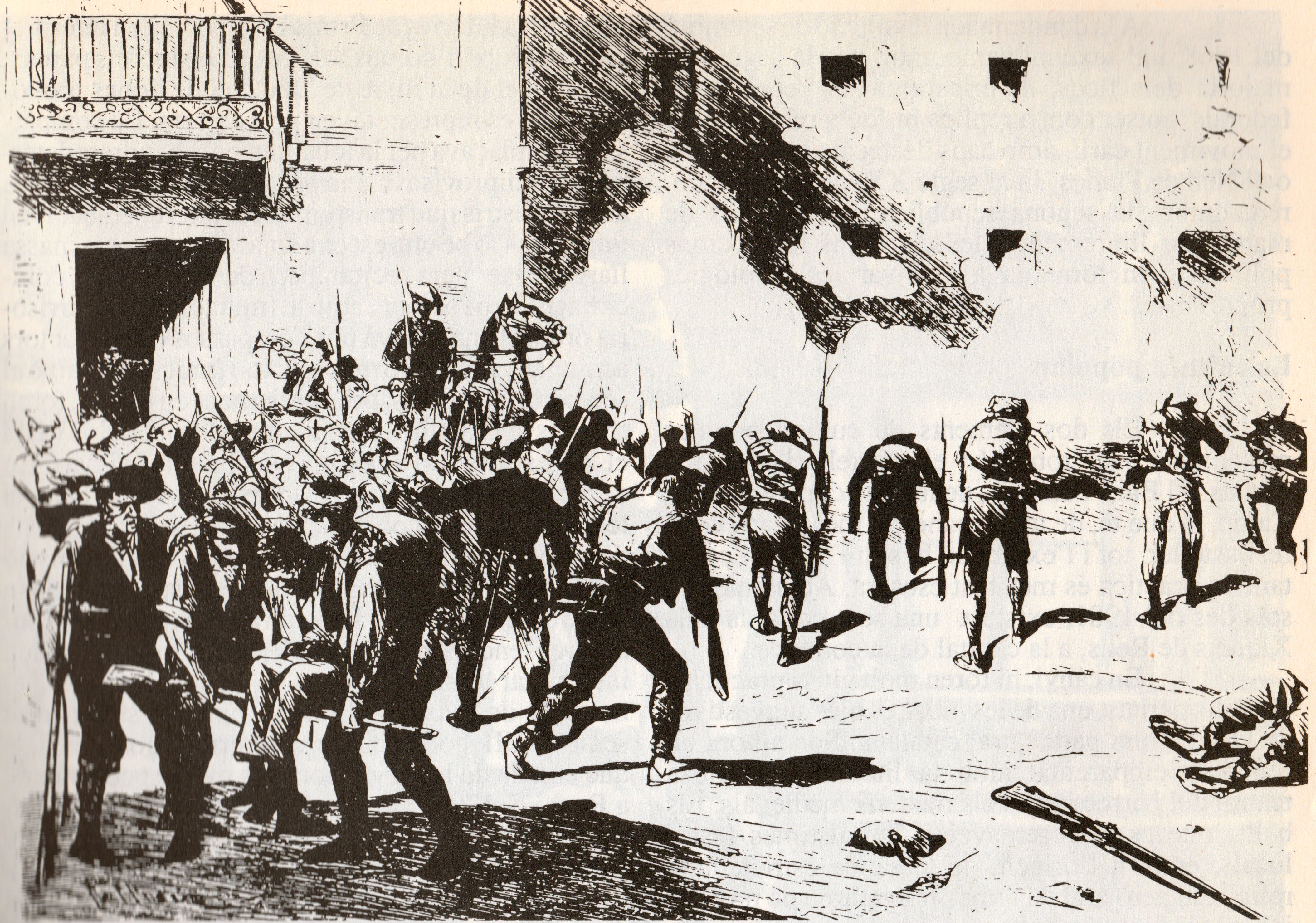
Entrada de Francesch en Reus en un grabado de la época.

Estallada la tercera guerra carlista, en junio de 1872 salió el coronel Francesch a campaña, y apenas pudo reunir unos cuatrocientos hombres a sus órdenes, acometió, el día 29 de junio, la conquista de Reus, guarnecida por el Regimiento de Caballería de Bailén.
Cuando ya solamente disponían los liberales del cuartel de Caballería, defendido por escasa fuerza, el coronel Francesch se dirigió a él ordenando cesar el fuego, pero en aquel momento fue herido mortalmente.
Retirado del lugar del combate, solicitó recibir los sacramentos, y  expiró el día 1 de julio, después de estrechar la mano de los jefes y oficiales liberales, quienes con gran solicitud le cuidaron cuando los carlistas se vieron obligados a retirarse de Reus.
El entierro de Juan Francesch fue costeado por los oficiales del Regimiento de Caballería de Bailén, y lo presidieron las autoridades militar y municipal de Reus, con asistencia de un inmenso gentío, debido a las simpatías que despertaba en la ciudad, incluso entre sus adversarios políticos.

## Valoración de su figura

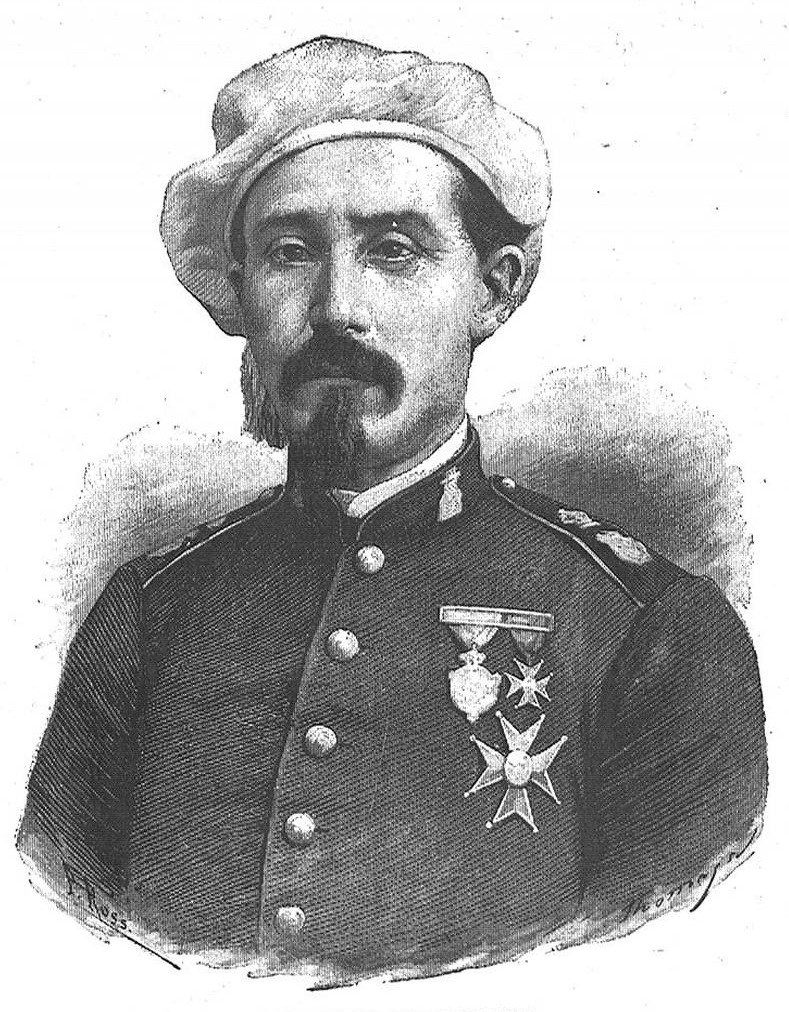
Juan Francesch retratado en la revista El Estandarte Real.

Según Antonio Pirala, tras ser abatido y atendido por sus enemigos tras recuperar Reus, el teniente coronel liberal dijo: «Lástima que se muera, pues este hombre no es un carlista, sino un héroe».
La revista La Ilustración Española y Americana, al publicar un retrato suyo el 24 de julio de 1872, dijo del coronel Francesch: 

Cuantas personas conocían a Francesch y sabían que estaba al frente de una partida, esperaban o temían que llevase a cabo alguna acción extraordinaria; y en efecto, la entrada en Reus del cabecilla carlista es un acto de arrojo que, de haber sido secundado por la suerte, hubiera puesto en un conflicto al gobierno. 

Hay que tener presente que los carlistas han luchado en Reus con el ejército y la población, que es toda republicana.
El acto del cabecilla carlista y de los que le acompañaban, y la defensa bizarra que han hecho las tropas del gobierno, prueban una vez más que quedan héroes en España.

Los que conocían a Francesch (decía un escritor liberal de aquella época) no vacilan en asegurar que hubiera aparecido el día menos pensado, y al frente de una partida, en las calles de Madrid.

Comentando la hazaña de Francesch, el historiador Juan Botella Carbonell, a pesar de ser contrario al carlismo, escribió: 

La sorpresa de Reus es un hecho que engrandece las sangrientas páginas de la guerra. Un hecho a cuyo solo relato el que haya aspirado el aura pura del suelo ibero, exclama con orgullo: ¡Los que han llevado a acabo ese hecho son españoles! ¡La nación que tales hijos da, esa es mi Patria!

También el escritor militar alfonsino Joaquín de la Llave y García describió a Francesch en términos elogiosos y dijo que era «activo, de gran inteligencia, instruido, valiente hasta la temeridad», considerando que con su muerte el partido carlista había perdido «uno de los mejores jefes y una gran esperanza».
Por su parte, el carlista Francisco Hernando comentó lo siguiente: 

Sólo el plan, y el modo de tomar a Reus, bastaron para inmortalizar a Francesch, porque al hombre se le conoce por sus hechos, y en la toma de Reus reveló a la vez ingenio, audacia, previsión y energía nada comunes, y demostró que poseía muchas de las cualidades que Dios concede a los grandes capitanes.

Don Carlos tendría un recuerdo especial hacia él al instituir en 1895 la fiesta de los Mártires de la Tradición.
La modesta sepultura en la que reposaban sus restos mortales en Reus contaba con una dedicatoria que rezaba «Al heroico general Francesch». Tanto el nicho como la placa fueron eliminados a principios del siglo XXI por el Ayuntamiento de Reus.